# Jozef Šesták

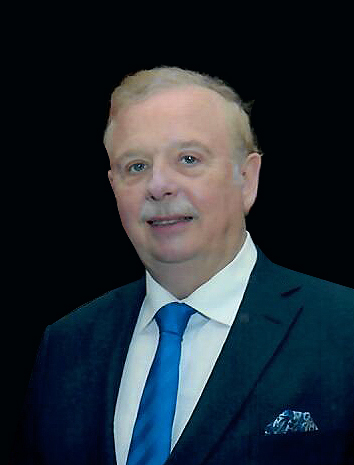
Jozef Šesták

Jozef Šesták  (* 9. November 1945 in Michalovce) ist ein slowakischer Diplomat und seit Dezember 2009 Generalkonsul der Slowakischen Republik in Istanbul.

## Leben
Einen Teil seiner Jugend verbrachte er in Košice. Er studierte an der Wirtschaftsuniversität in Bratislava und nach seiner Aspirantur erhielt er den wissenschaftlichen Titel CSc. Er war Gründungsmitglied der Organisation AIESEC in der Slowakei, der erste Vizepräsident von AIESEC Tschechoslowakei und der erste Präsident von AIESEC an der Wirtschaftsuniversität in Bratislava (1965–1967). Er war der erste Vizepräsident des slowakischen Studentenvereines (ZVS 1968–1969), welcher studentische Gedenkmanifestationen in Bradlo und Devín organisierte (1968).

## Wirken als Diplomat

### Tschechoslowakei
Anfangs arbeitete er am Ministerium für Handel der Slowakischen Republik, danach am Föderativen Ministerium für Außenhandel in Prag. In den Jahren 1974–1979 war er Vertreter des Wirtschaftsrates an der Botschaft der Tschechoslowakischen sozialistischen Republik (ČSSR) in Washington, D.C. (USA). Später war er am Föderativen Ministerium für auswärtige Angelegenheiten der ČSSR in Prag tätig. Fortschreitend übte er die Positionen des Botschaftsrates an der Ständigen Vertretung der ČSSR bei den internationalen Organisationen in Wien aus, weiterhin die des vertretenden Delegationsleiters der ČSSR während der Verhandlungen über die Reduzierung der Streitkräfte und der Ausrüstung in Zentraleuropa (1983–1988). Danach war er Experte der tschechoslowakischen Delegation für die Verhandlungen über den Rücktritt der sowjetischen Truppen aus dem Gebiet der ČSSR (1990). Er war in der Position des Delegationsleiters mit dem diplomatischen Grad Botschafter und in der Position des Botschafters während der internationalen Verhandlungen über den Vertrag Offener Himmel in Kanada und in der Ungarischen Republik (1990).

### Slowakei
Nach der Ernennung der Regierung der Slowakischen Republik war er externer Berater des ersten Vizepremierministers für außenpolitische und außenwirtschaftliche Fragen (1990–1991). 1994–1998 war er in der Funktion des Staatssekretärs am Ministerium für auswärtige Angelegenheiten der Slowakischen Republik. Zu seinen unbestreitbaren diplomatischen Verdiensten zählt seine Arbeit als Leiter des Verhandlungsteams der Slowakischen Republik, welches den Abschluss des Vertrages über gute Nachbarschaft und freundschaftliche Zusammenarbeit zwischen der Slowakischen Republik und der Ungarischen Republik erfolgreich verhandelte (19. März 1995). Er arbeitete als Vizevorstand des Regierungsrates der Slowakischen Republik für Export, weiter war er Mitglied des Regierungsrates für die Integration der Slowakei in die Europäische Union und Mitglied des Regierungsrates für den Beitritt der Slowakischen Republik in die OECD. Eine besonders wertvolle Rolle spielte er an der Position des Leiters des Verhandlungsteams der slowakischen Regierung in den Verhandlungen mit der Ungarischen Republik über die Möglichkeit einer außergerichtlichen Einigung des Rechtsstreites über das Wasserwerk Gabčíkovo-Nagymaros (1996–1997), sowie während der Beitrittsverhandlungen der Slowakei in die OECD, EU und NATO (1995–1998). Er war der Verhandlungsleiter für den Beitritt der Slowakischen Republik in die EU (1997–1998). An allen diesen Posten bewies er nicht nur seine diplomatischen Erfahrungen, Geschick und Durchblick, sondern hielt immer fest zu den Standpunkten der Slowakei, welche die national-staatlichen Interessen der Slowakischen Republik vertraten. Jozef Šesták ist ein zielbewusster Mann der Taten, welcher durch sein Handeln und Auftritt immer zu Spitzendiplomaten der Slowakei zählte. Er wurde außerordentlicher und bevollmächtigter Botschafter der Slowakischen Republik in der Republik Österreich (1998), danach Botschafter, Hauptbeirat (2002–2009). Er ist Autor des Friedensprojektes für Krisenbewältigung im Nahen Osten, welches er den Experten (im Europarat) für den Nahen Osten und der österreichischen EU-Präsidentschaft in Istanbul präsentierte (2006). Seine Frau  Anna Šestáková, geborene Chrobáková, Nichte des Schriftstellers Dobroslav Chrobák, kommt aus Hybe und ist Expertin für das diplomatische Protokoll. Das Paar hat zwei Töchter.
Seit Dezember 2009 ist Jozef Šesták am Posten des Generalkonsuls der Slowakischen Republik in Istanbul.